# Qingdao
 "Tsingtao" omdirigeres hertil. For bryggeriet, se Tsingtao (øl).
Qingdao (kinesisk: 青島; pinyin: Qīngdǎo; alternativ stavemåde: Tsingtao) er en kinesisk havneby og ferielokalitet i provinsen Shandong. Byen der har ca. 3 mio. indbyggere (og næsten 7 mio inkl. opland) ligger ved Fushan Bugten med en ideel naturhavn ud mod Det Gule Hav omkring 350 km sydøst for Beijing.
Qingdao har en lang historie, der strækker sig 6.000 år tilbage. Området med den fordelagtige naturhavn har tiltrukket sig stor opmærksomhed, også internationalt. Japan, Tyskland og England har gennem historien været i indbyrdes stridigheder med hinanden og med de lokale kinesiske regenter om området. En række bygningsværker vidner fortsat om kolonitiden. 
Fra 1898 til 1914 var Tsingtao hovedby i den tyske koloni Kiautschou.
Byen er hjemsted for en af de største kinesiske militære flådebaser og Kinas Nordflåde, og her ligger også en af Kinas største og mest betydningsfulde containerhavne. Derudover er byen præget af den generelle økonomiske udvikling i Kina, som har medført et omfattende byggeboom, der har præget udviklingen i Qingdao siden slutningen af 1980'erne og begyndelsen af 1990'erne.
Den internationalt mest kendte virksomhed i Qingdao er Tsingtao Brewery, der er Kinas største bryggeri med en stor eksportandel, herunder også til Danmark, hvor den findes på stort set alle kinesiske restauranter.
Qingdao har siden 1989 haft status som Special Economic and Technology Development Zone (SETDZ), og de muligheder dette har indebåret, har medvirket til at tiltrække omfattende udenlandske investeringer, der har styrket udvikling og opbygning af en række industrikomplekser i området.
Qingdao blev udvalgt som hjemsted for de olympiske sejlkonkurrencer under Sommer-OL 2008, hvorunder byens store marina blev ombygget og udvidet til at huse Qingdao Olympic Sailing Center (marinaens hidtidige navn var Qingdao International Sailing Center).

## Klima
| Vejr for Qingdao                  | Vejr for Qingdao | Vejr for Qingdao | Vejr for Qingdao | Vejr for Qingdao | Vejr for Qingdao | Vejr for Qingdao | Vejr for Qingdao | Vejr for Qingdao | Vejr for Qingdao | Vejr for Qingdao | Vejr for Qingdao | Vejr for Qingdao | Vejr for Qingdao |
|                                   | Jan              | Feb              | Mar              | Apr              | Maj              | Jun              | Jul              | Aug              | Sep              | Okt              | Nov              | Dec              | År               |
| --------------------------------- | ---------------- | ---------------- | ---------------- | ---------------- | ---------------- | ---------------- | ---------------- | ---------------- | ---------------- | ---------------- | ---------------- | ---------------- | ---------------- |
| Gennemsnitlig maks °C             | 2,8              | 4,6              | 9                | 15               | 20,3             | 23,7             | 27,1             | 28,4             | 25,3             | 19,8             | 12,3             | 5,7              | 16,2             |
| Gennemsnitlig min °C              | −3,3             | −1,9             | 2,3              | 7,9              | 13,2             | 17,8             | 22,2             | 23               | 18,9             | 13,1             | 5,9              | −0,5             | 9,9              |
| Gennemsnitlig nedbør mm           | 11               | 12               | 21               | 35               | 55               | 84               | 142              | 151              | 63               | 48               | 28               | 12               | 662              |
| Kilde (27. februar 2019): TurVejr |                  |                  |                  |                  |                  |                  |                  |                  |                  |                  |                  |                  |                  |

## Myndigheder
Den lokale leder i Kinas kommunistiske parti er Zhang Jiangting. Borgmester er Meng Fanli, pr. 2021.